# Ак-Баїр
Ак-Баї́р (крим. Aq Bayır), також Біта́к-Кир (крим. Bitaq Qır), Біта́цький останець — скелястий ізольований масив у Сімферополі, в Київському районі. 1950-тих роках у гірському масиві прорубали об'їзне шосе, розділивши його на дві вершини.

## Назви
Кримськотатарське Ак-Баїр означає «білий пагорб», по кольору скель.
Жителі Бітака називали його Чокурча́-Кири́, Чокурча́-Топеси́ (Чокурчинські пагорби), а мешканці Чокурчі — Біта́к-Каяси́, Біта́к-Кир (Бітакські скелі, Бітакський пагорб).
Пізніше масив отримав геологічну назву — Біта́цький останець, а краєзнавці XX століття дали йому назву Стевенівський пагорб, від прізвища засновника Нікітського ботанічного саду Х. Х. Стевена, який у 1808 році придбав неподалік невелику двоповерхову дачу, але ця назва закріпилася за історичною місциною поряд.
Панати-Кая (44°56′40″ пн. ш. 34°09′02″ сх. д. / 44.94431° пн. ш. 34.15055° сх. д.) — продовження масиву на південний схід, вкрита сосняком скеляста вершина 376,3 м, над дамбою Сімферопольського водосховища.

## Загальні дані
Вододіл між Салгиром і Малим Салгиром, на заході за нього підіймаються будинки Стевенівського пагорбу та Нового міста, посередині прорізано об'їзну дорогу Ялтинської траси, східна частина масиву нависає над Сімферопольським водосховищем, саме в нього впирається північний край греблі водосховища. На півночі до масиву примикає садовий масив Сонячна долина району Чокурча (Лугове), на півдні район Бітак.
Унікальність даної території полягає в тому, що саме тут були вперше описані середньоюрські гірські породи (вік 150—160 млн років), що дістали назву Бітакської свити. Вони представлені конгломератами, в яких трапляються знизу великі неокатані уламки пісковиків, гравелітів, окатані гальки кварцу; вище — гальки кварцитів, сланців, вивержених порід, пісковиків, вапняків. Верхню частину складають грубозернисті пісковики з прошарками алевритистих глин з прошарками вугілля та численними відбитками рослинних решток. Як стверджують геологи, на території Бітакського останку чітко простежуються тектонічні особливості регіону: Сімферопольська антикліналь, Сімферопольський меланж, Бітакський крайовий прогин тощо.
Розташування на кордоні між степом та лісами, рівниною та горами зумовили велику ландшафтну різноманітність цієї території кримського Передгір'я, і у 2013 році було створено регіональний ландшафтний парк «Бітак» загальною площею — 55 га.
В межах Ак-Баїр і її найближчих околиць зареєстровані 17 видів безхребетних і 10 видів хребетних тварин, занесених до Червоної книги України.
Поблизу вершини встановлено дві альтанки і кілька лавок із краєвидом на місто, а також телевежа місцевої телерадіокомпанії «Жиса». До 2014 року «Жиса» ретранслювала телеканал «2+2» в ефірному аналогу Сімферополя і Ялти (логотип мовника був оформлений як «2+2 Жиса»). В окупації замість «2+2 Жиса» в Сімферополі мовить російський телеканал ТНТ (раніше — «Рен-ТВ»).
Також раніше на горі розташовувалось пожежне водоймище.
Гірськими схилами Ак-Баїр іноді влаштовують лихі «покатушки» гонщики-мотоциклісти, а в лісосмузі під обривами ентузіасти обладнали майданчики для дерт джампінгу — стрибків на гірських велосипедах над земляними трамплінами.
На північній стороні масиву, на лівому берегу Малого Салгира напроти Луговської лікарні є Кая-Тубю — «підскальє» — цепочка палеогенових відслонень з гротами, з яких добре відома Чокурча — житло неандертальців.